# Delta (Minas Gerais)
Delta est une municipalité brésilienne de l'État du Minas Gerais et la microrégion d'Uberaba.